# Air Mauritius
Pour les articles homonymes, voir Air (homonymie).
Air Mauritius (code AITA : MK ; code OACI : MAU) est la compagnie aérienne nationale de Maurice. Elle dessert une trentaine de destinations dans le monde et opère environ 80 vols par semaine. Son « hub » principal est l'Aéroport international Sir Seewoosagur Ramgoolam. Cette compagnie a son siège à Port-Louis, la capitale de l'île. Son symbole est la paille-en-queue, oiseau emblématique des Mascareignes. Elle est membre de l'Alliance Vanille à compter de la fondation de cette alliance en juin 2015.

## Histoire
Air Mauritius a été créée le 14 juin 1967 par Amédée Maingard, un ancien espion durant la Seconde Guerre mondiale, reconverti dans l'industrie de tourisme de son pays. Grâce à ses relations, il trouve des partenaires tels qu’Air France et la BOAC qui s’allient au gouvernement et à Rogers & Co. Ltd pour lancer la compagnie nationale d’aviation. La première réunion du conseil d'administration d'Air Mauritius est tenue dans les locaux de Rogers et Amédée Maingard est nommé président, fonction qu’il assumera jusqu’en 1981.

Le premier vol international de la compagnie est organisé en juin 1967, entre Maurice et La Réunion et effectué avec un Piper Navajo PA-31 de six places, loué à Air Madagascar. Ses opérations sont étendues en 1972 à l'île Rodrigues, toujours avec le même appareil, avant de lancer l’année suivante le premier vol international à destination de Londres via Nairobi, à bord d’un Vickers VC-10 loué à British Airways. En 1977, Air Mauritius loue un Boeing 707 à British Airtours pour ses vols internationaux, avant d’intégrer des Boeing 747. Elle acquiert des Boeing 767 en 1988, puis acquiert des Airbus A340 en 1994, alors que sa flotte compte deux 767, trois 747-SP et deux ATR 42.

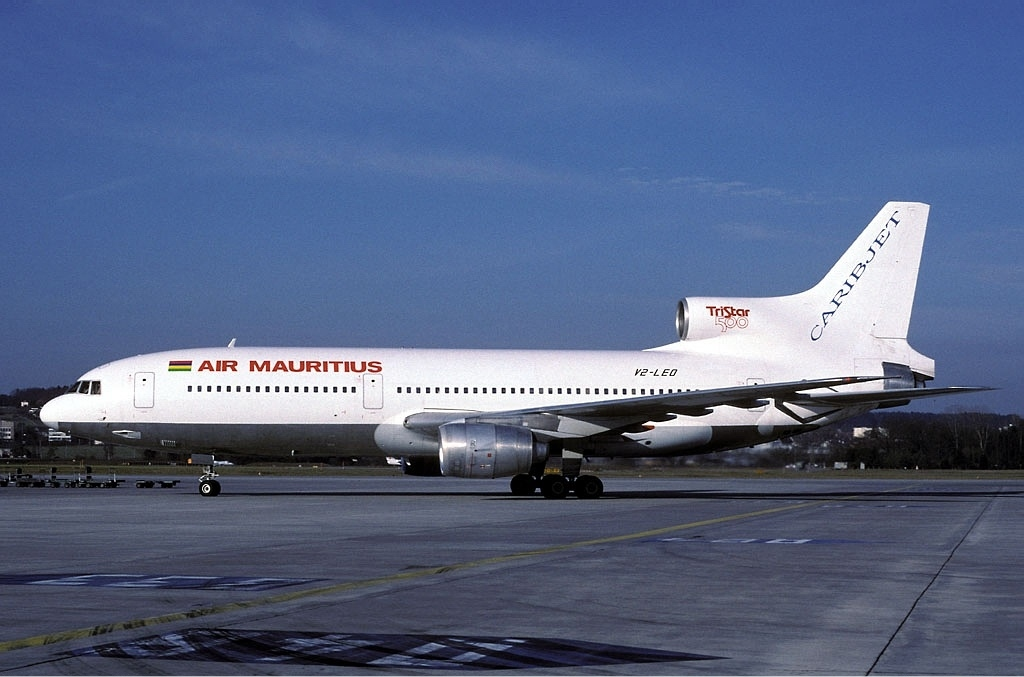
Air Mauritius Lockheed L-1011 TriStar Wallner
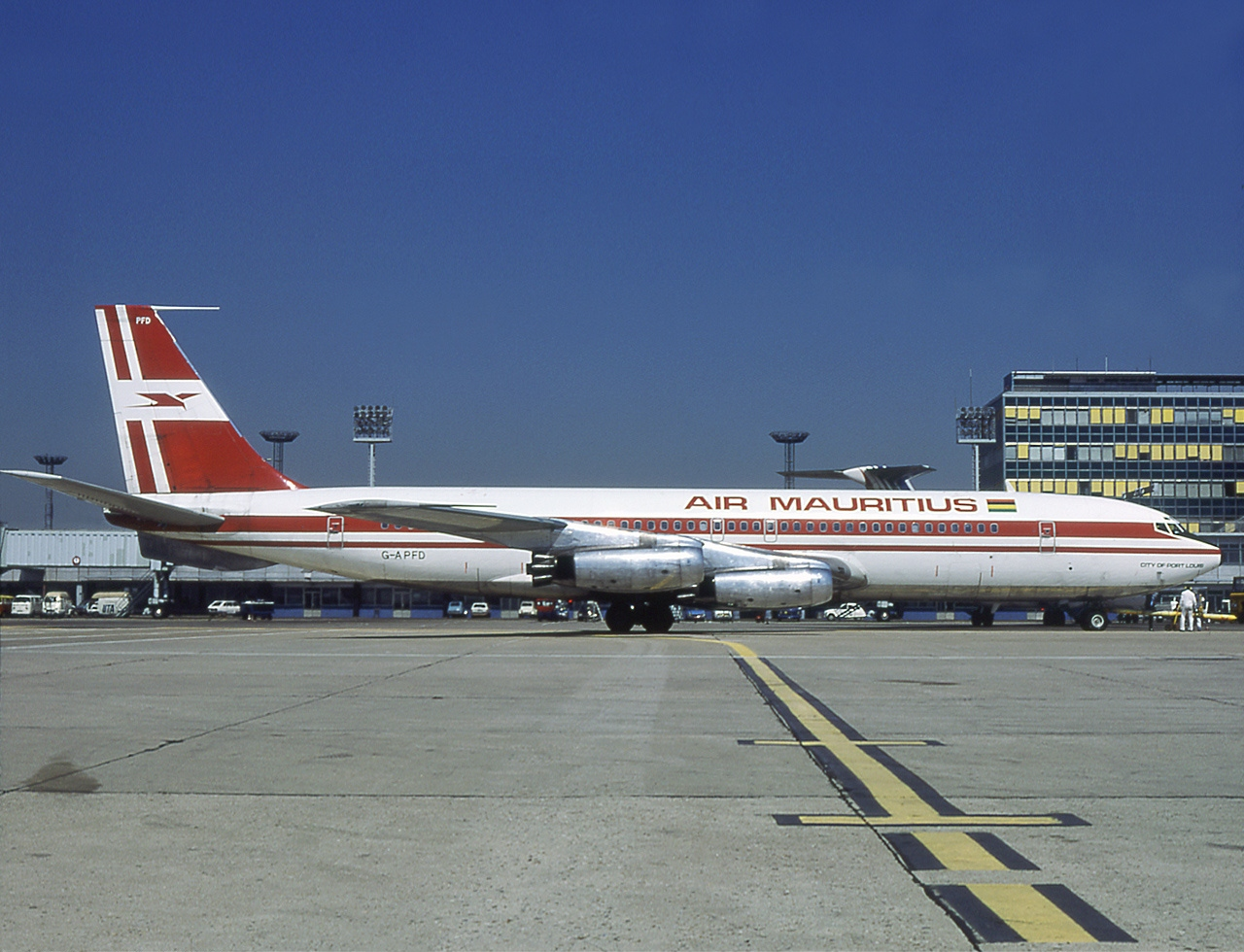
Boeing 707-436 d'Air Mauritius
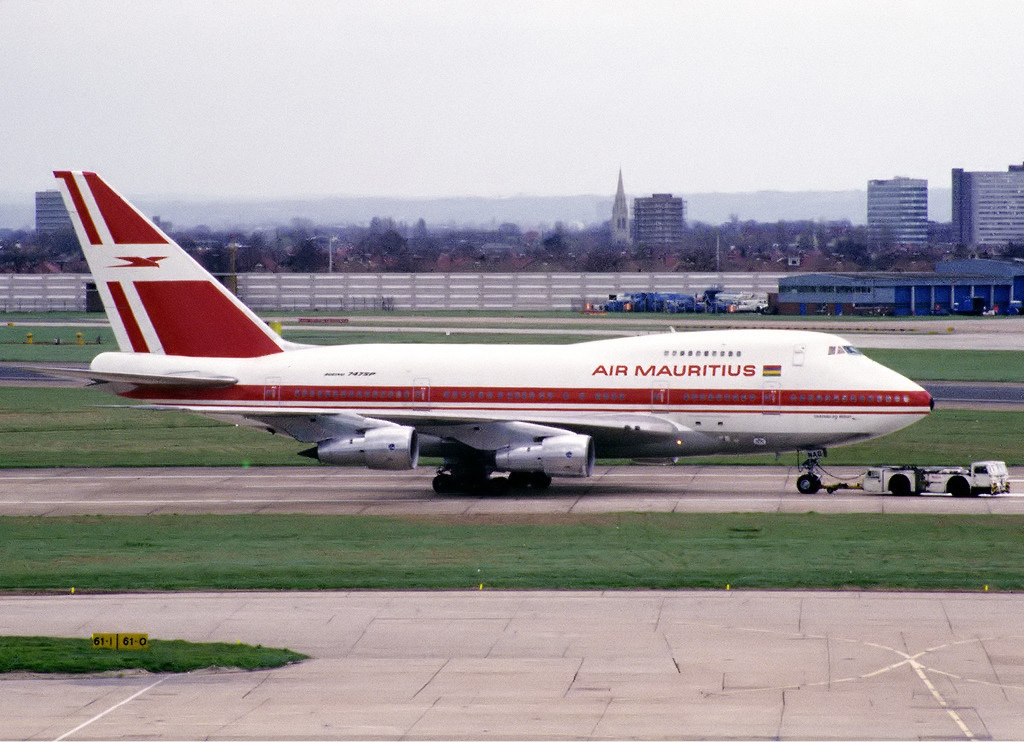
Air Mauritius Boeing 747SP

Air Mauritius entre en bourse en 1995, la majorité de son capital étant détenu par Air Mauritius Holdings (51 %), par l'État (19,97 %), Port-Louis Fund (6,32 %), The State Investment Corporation (4,72 %), le gouvernement de Maurice (4,53 %), Rogers et compagnie (4,28 %), British Airways (3,84 %), Air France (2,78 %) et Air India (2,56 %). Elle acquiert son premier Airbus A319 en 2001 pour la desserte du continent africain, et met en service le premier de ses deux Airbus A330 en 2007.
| - Airbus A340 d'Air Mauritus à l'aéroport de Hong Kong. - Boeing 767-ER à l'aéroport de Perth exhibant l'ancienne version de la livrée. Le B767 a depuis été remplacé. |

En décembre 2002, Air Mauritius et la compagnie Emirates signent un accord de partage de codes entre Dubaï et l'île Maurice pour les liaisons passagers et cargo. Air Mauritius suspend ainsi sa ligne vers Dubaï le 7 janvier 2003 et Emirates lance une 4e fréquence le 16 janvier.
La compagnie est durement frappée par la crise de 2008-2009, elle publie ainsi une perte de 84,3 millions d'euros pour l'exercice fiscal clôturé le 30 mars 2009. Une partie de cette perte est due à la dépréciation des couvertures carburants (notamment celles contractées par la compagnie en août 2008 au prix de 105 $), le prix du pétrole s'effondrant à la fin de l'année 2008. Cependant, en dehors de l'effet des couvertures carburants, la compagnie publie un résultat opérationnel positif de 16,2 millions d'euros en partie grâce aux mesures d'économies de 22,1 millions d'euros sur cet exercice fiscal. Le 9 janvier 2009, le président du conseil d'administration d'Air Mauritius, Sanjay Bhuckory annonce sa démission. Au cours du mois de janvier 2009, le gouvernement met en place un groupe de travail pour restructurer la compagnie,.
Début 2012, elle lance un plan de restructuration ‘’7-step Plan’’ qui vise à mener à la profitabilité et la pérennité d’Air Mauritius à moyen et long terme. Huit routes sont supprimées (dont celles vers Milan, Genève, Francfort, Melbourne), l'accent étant mis sur les marchés émergents dont l'Inde ou la Chine. Malgré un contexte difficile, elle annonce dès novembre un résultat net positif de 1,2 million d'euros pour le second trimestre de l’exercice financier 2012-2013 (en augmentation de 8 millions d'euros par rapport à la même période de l’année financière précédente).
À partir du 1er novembre 2012, Air Mauritius renforce son partenariat avec Air France avec la mise en commun de leurs programmes de fidélité, respectivement KestrelFlyer et Flying Blue. Les membres du programme Flying Blue peuvent gagner des miles sur les vols Air Mauritius entre Paris ou la Réunion et l'Île Maurice tandis que les membres du programme KestrelFlyer peuvent gagner des miles en voyageant avec Air France sur 75 destinations. En janvier 2014, les deux compagnies renouvelle l'accord de partage de codes qui les unit depuis 2008 et Air France annonce officiellement son soutien pour l’intégration d'Air Mauritius dans l'alliance Skyteam.

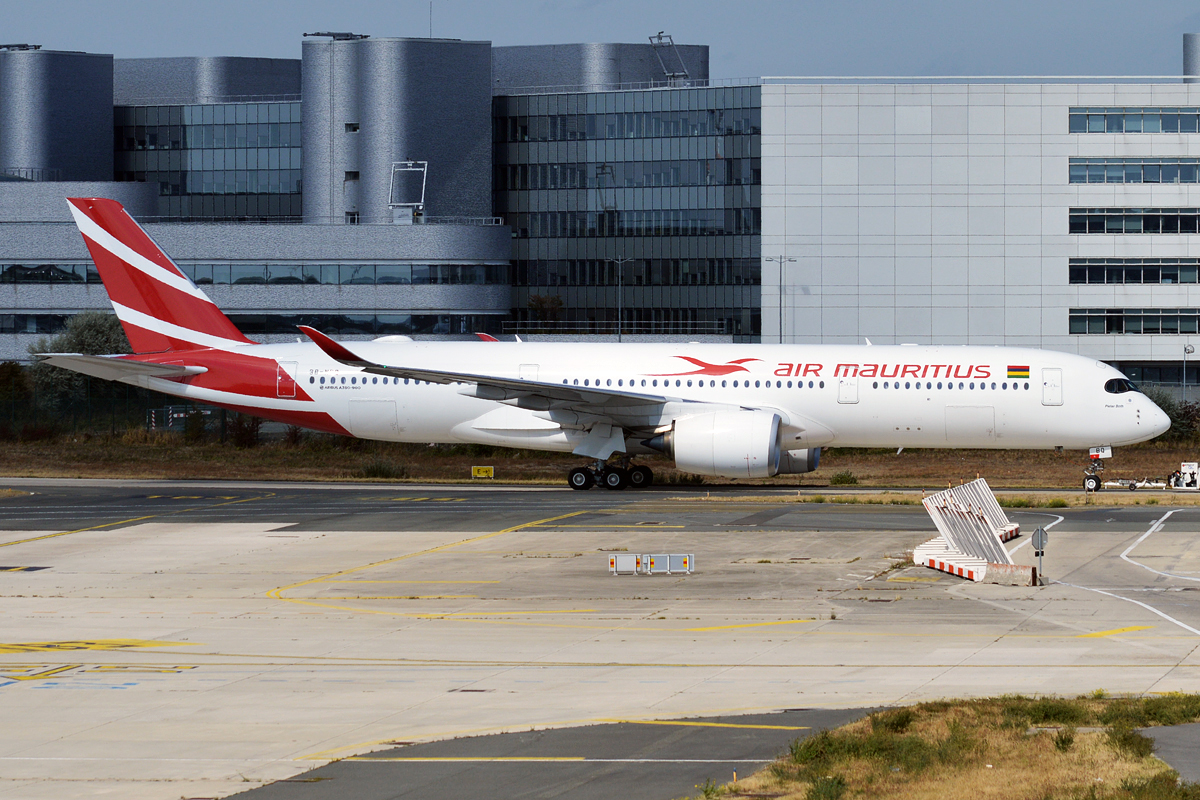
Airbus A350-941 d'Air Mauritius, (3B-NBQ)

Air Mauritius est également l'une des rares compagnies aériennes dans le monde à proposer des vols en hélicoptère, avec trois Bell Aircraft Corporation. Ce service est utilisé pour le transfert de passagers de l'aéroport vers leur hôtel, des excursions dans l'île, l'accès aux terrains de golf.
Air Mauritius commence le renouvellement de sa flotte en 2018.
Le 22 avril 2020 la compagnie annonce qu'elle a été placée en redressement judiciaire, à la suite de la crise économique liée à la pandémie de CoVid19.
En 2024, Air Mauritius apparait de nouveau en grande difficulté financière et son avenir à moyen terme est très incertain,.

## Destinations
Air Mauritius dispose d'une présence dans des aéroports européens, africains, de l'océan Indien et d'Asie. La compagnie effectue également une gamme de services à l'île Maurice pour les compagnies aériennes internationales. Air Mauritius propose les destinations suivantes :
| Pays                | Ville         | Aéroport                                         | Notes                                                              |
| ------------------- | ------------- | ------------------------------------------------ | ------------------------------------------------------------------ |
| Afrique du Sud      | Le Cap        | Aéroport international du Cap                    | En Saison Charter                                                  |
| Afrique du Sud      | Durban        | Aéroport International de Durban                 |                                                                    |
| Afrique du Sud      | Johannesburg  | Aéroport international OR Tambo                  | En partage de code                                                 |
| Australie           | Perth         | Aéroport de Perth                                |                                                                    |
| Chine               | Chengdu       | Aéroport international de Chengdu-Shuangliu      | En Saison Charter                                                  |
| Chine               | Guangzhou     | Aéroport international de Canton-Baiyun          | En Saison Charter                                                  |
| Chine               | Pékin         | Aéroport international de Pékin                  | En Saison Charter                                                  |
| Chine               | Shanghai      | Aéroport international de Shanghai-Pudong        | En Saison Charter                                                  |
| Émirats arabes unis | Dubaï         | Aéroport international de Dubaï                  | Liaison arrêtée le 7 janvier 2003 En partage de code avec Emirates |
| France              | Paris         | Aéroport de Paris-Charles-de-Gaulle              |                                                                    |
| Hong Kong           | Hong Kong     | Aéroport international de Hong Kong              | En Saison Charter                                                  |
| Inde                | Bangalore     | Aéroport international de Bangalore              |                                                                    |
| Inde                | Chennai       | Aéroport international de Chennai                |                                                                    |
| Inde                | Delhi         | Aéroport international Indira Gandhi             |                                                                    |
| Inde                | Bombay        | Aéroport international Chhatrapati Shivaji       |                                                                    |
| Kenya               | Nairobi       | Aéroport international Jomo Kenyatta             |                                                                    |
| Madagascar          | Antananarivo  | Aéroport international d'Ivato                   |                                                                    |
| Malaisie            | Kuala Lumpur  | Aéroport international de Kuala Lumpur           | En Saison Charter                                                  |
| Maurice             | Port Louis    | Aéroport international Sir Seewoosagur Ramgoolam | Base                                                               |
| Maurice             | Rodrigues     | Aéroport de Plaine Corail                        |                                                                    |
| Mozambique          | Maputo        | Aéroport international de Maputo                 | En Saison Charter                                                  |
| La Réunion          | Saint-Denis   | Aéroport de La Réunion Roland-Garros             |                                                                    |
| La Réunion          | Saint-Pierre  | Aéroport de Pierrefonds                          |                                                                    |
| Pays-Bas            | Amsterdam     | Aéroport d'Amsterdam-Schiphol                    | jusqu'à 3 vols/semaine.                                            |
| Royaume-Uni         | Londres       | Aéroport de Londres-Gatwick                      |                                                                    |
| Royaume-Uni         | Manchester    | Aéroport de Manchester                           | Liaison arrêtée en janvier 2002 Via Paris en partage de code       |
| Singapour           | Singapour     | Aéroport international de Singapour              | En Saison Charter                                                  |
| Suisse              | Genève        | Aéroport international de Genève                 | 2 vols directs/semaine du 2 octobre 2023 au 30 avril 2024          |
| Tanzanie            | Dar es Salaam | Aéroport international Julius Nyerere            |                                                                    |

### Partage de codes
En mars 2013, Air Mauritius partage ses codes avec les compagnies aériennes suivantes :
- Air France sur la route de Paris et plusieurs destinations au-delà.
- Emirates Airlines, vers et depuis Dubaï.
- Malaysia Airlines, au depart de Kuala Lumpur.
- South African Airways, sur la route de Johannesburg

Elle dispose également d'accords pour la desserte de la Chine avec Air China, Cathay Pacific. China Eastern Airlines ou Dragonair entre autres.

### Programme de fidélité
Appelé Kestrelflyer, il propose deux niveaux Silver et Gold.

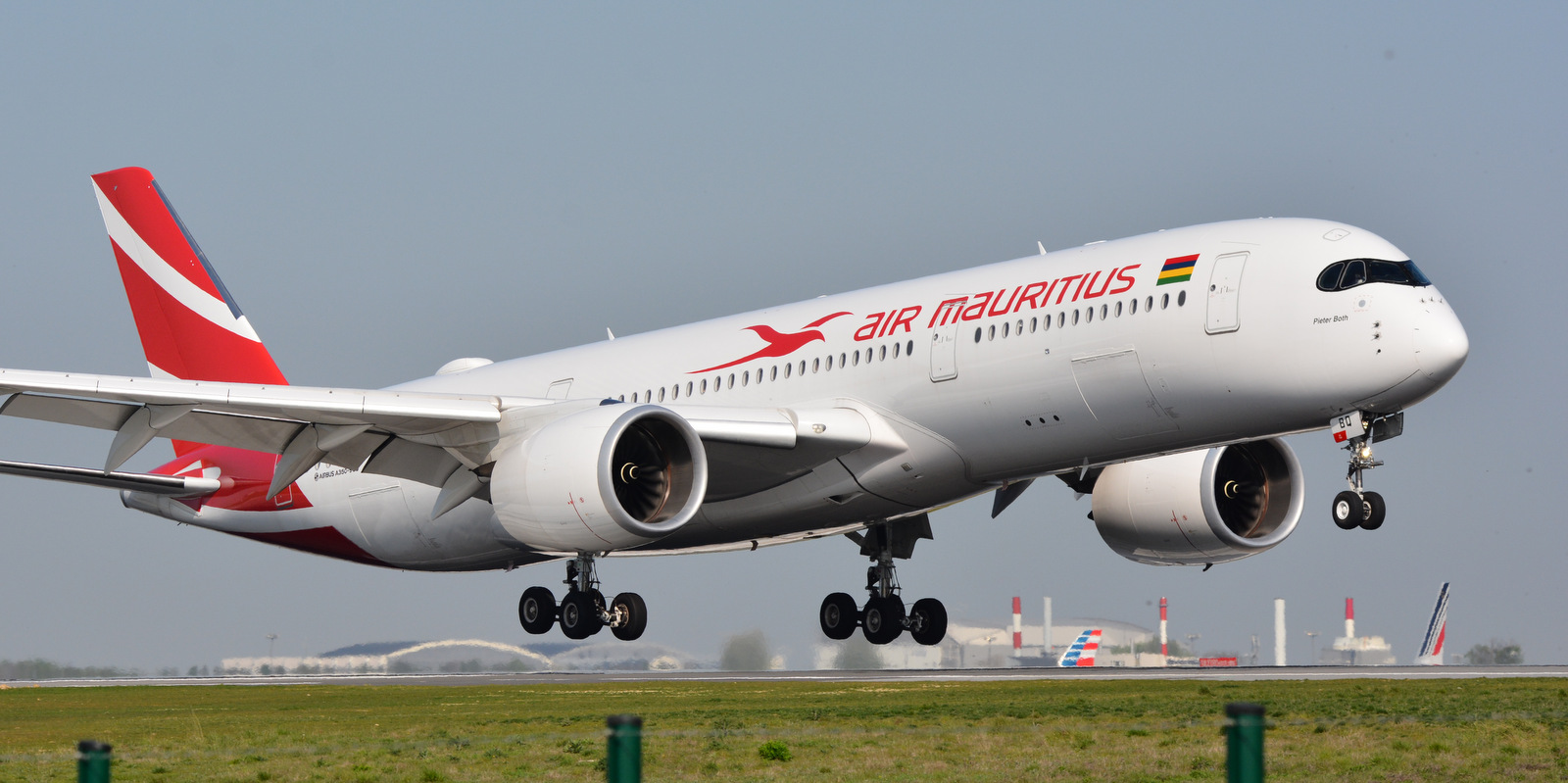
Airbus A350-900 - 3B-NBQ "Pieter Both" d'Air Mauritius.

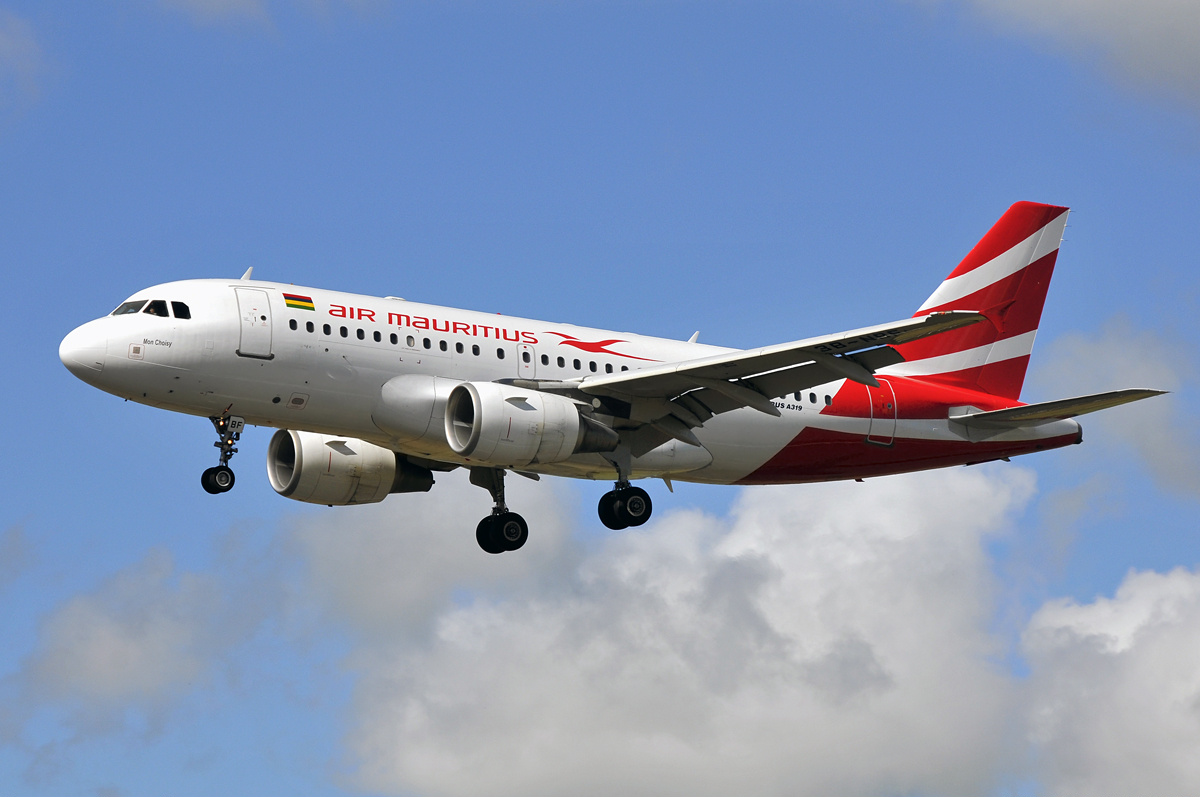
Airbus A319.

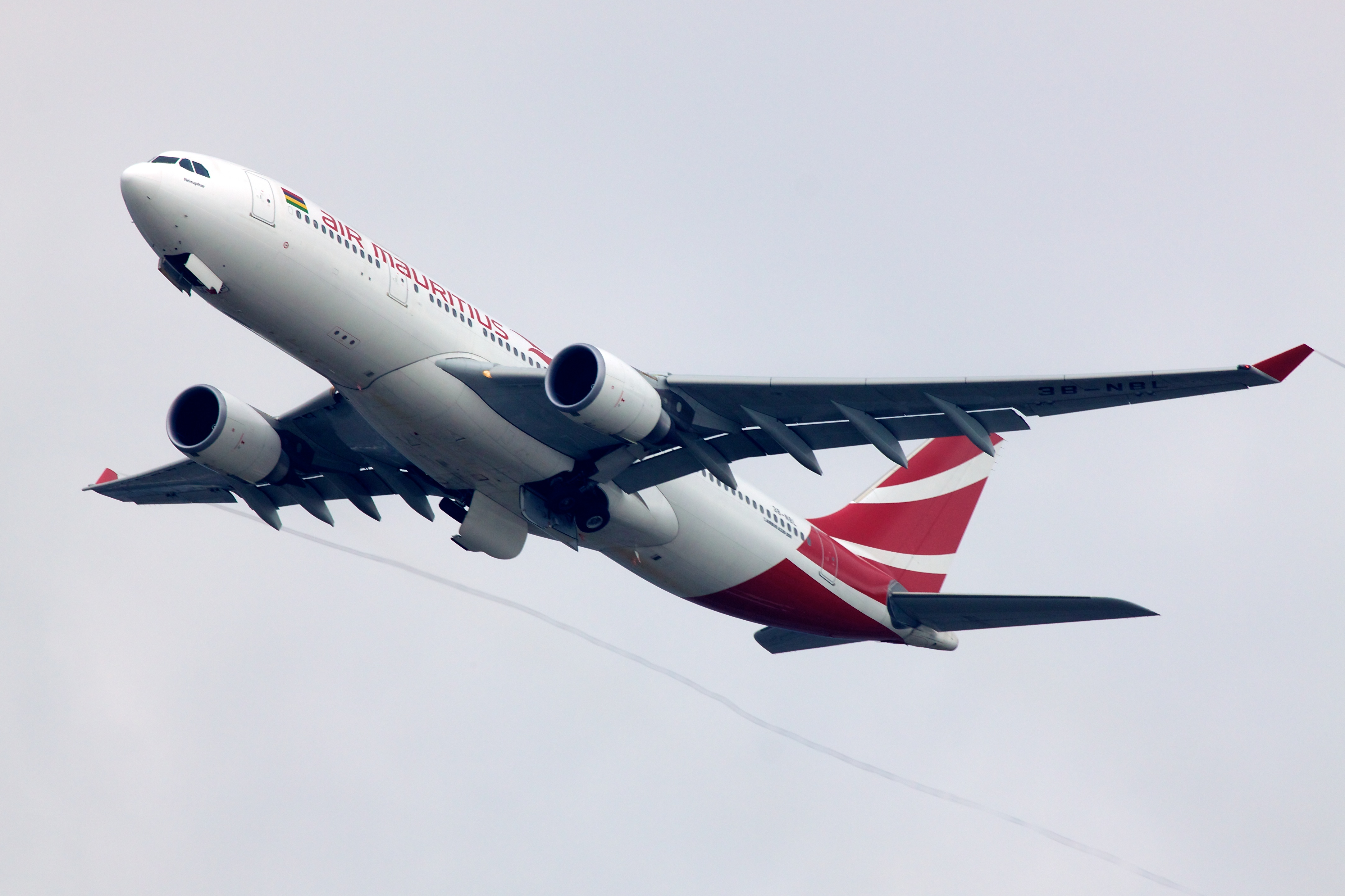
A330 d'Air Mauritius à l'aéroport international de Hong Kong.

## Flotte
Au 11 janvier 2024 la flotte d'Air Mauritius se compose de 12 appareils et 3 appareils additionnels en attente de livraison. Tous les appareils sont des Airbus (les ATR sont des avions fabriqués par Airbus et Leonardo). Deux Airbus A330-200 acquis en leasing viennent d'entrer dans la flotte pour faire face à l'augmentation de la demande post-Covid-19.
| Avions          | En service | En commande | Sièges (1re/Business/Eco) | Total sièges | Immatriculation                | Notes                                                                         |
| --------------- | ---------- | ----------- | ------------------------- | ------------ | ------------------------------ | ----------------------------------------------------------------------------- |
| Airbus A330-200 | 2          | 0           | (0/18/236)                | 254          | 3B-NCL, 3B-NCM                 | Acquis à la suite de la forte demande post-COVID                              |
| Airbus A330-900 | 2          | 0           | (0/28/263)                | 291          | 3B-NBU, 3B-NBV                 | Premier exemplaire livré en avril 2019. En leasing chez Air Lease Corp (ALC). |
| Airbus A350-900 | 4          | 3           | (0/28/298)                | 326          | 3B-NBP, 3B-NBQ, 3B-NCE, 3B-NCF | Ont remplacé les A340-300. Livraison des 3 avions prevue en 2025 et 2026.     |
| ATR 72-600      | 1          | 0           | (0/0/72)                  | 72           | 3B-NCP                         | Plus récent des ATR en service. Acquis en decembre 2023                       |
| ATR 72-500      | 3          | 0           | (0/0/72)                  | 72           | 3B-NBG, 3B-NBN, 3B-NBO         | Entrée dans la flotte entre 2002 et 2010.                                     |
| Total           | 12         | 3           |                           |              |                                |                                                                               |

## Galerie

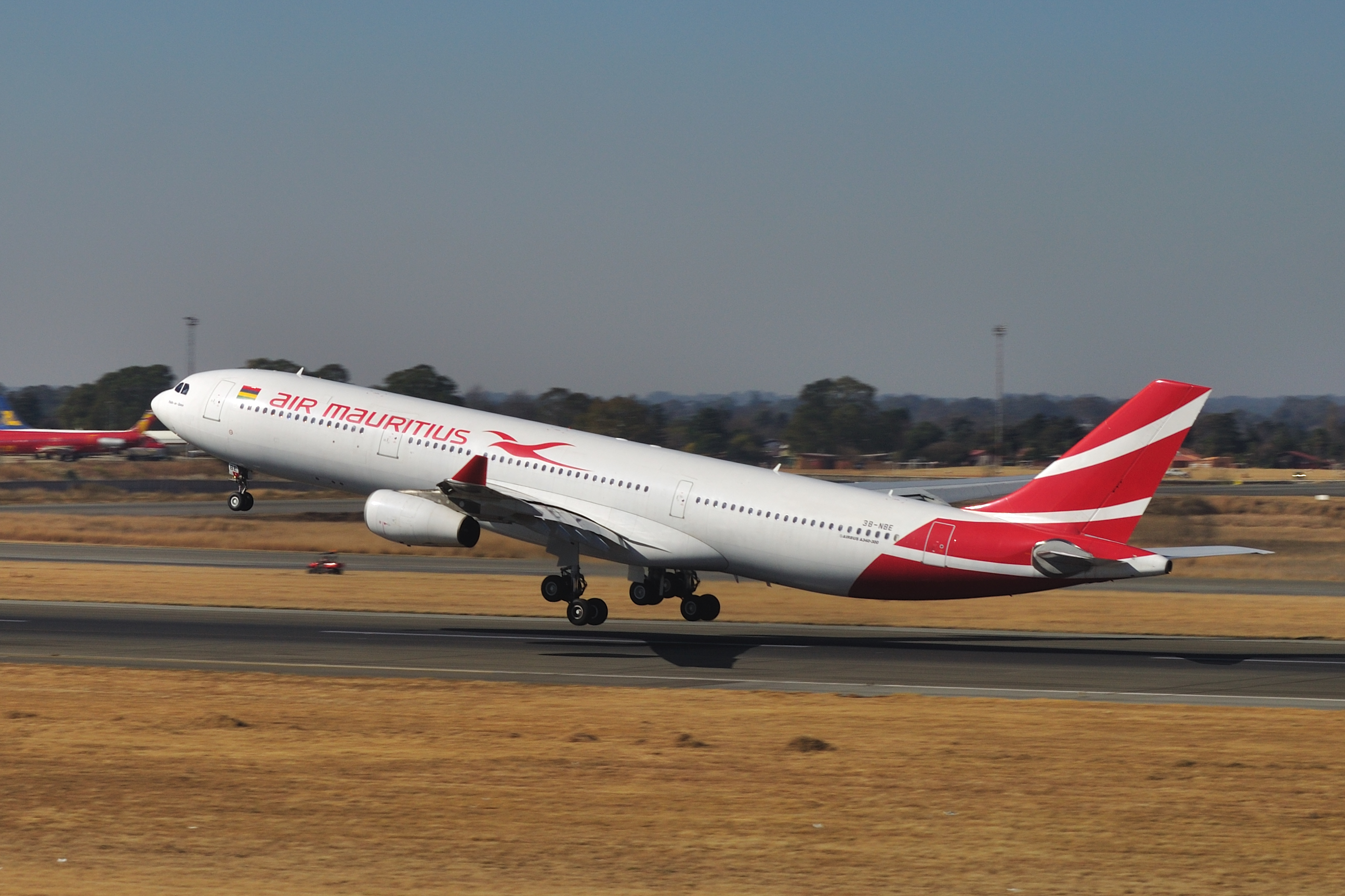
Airbus A340
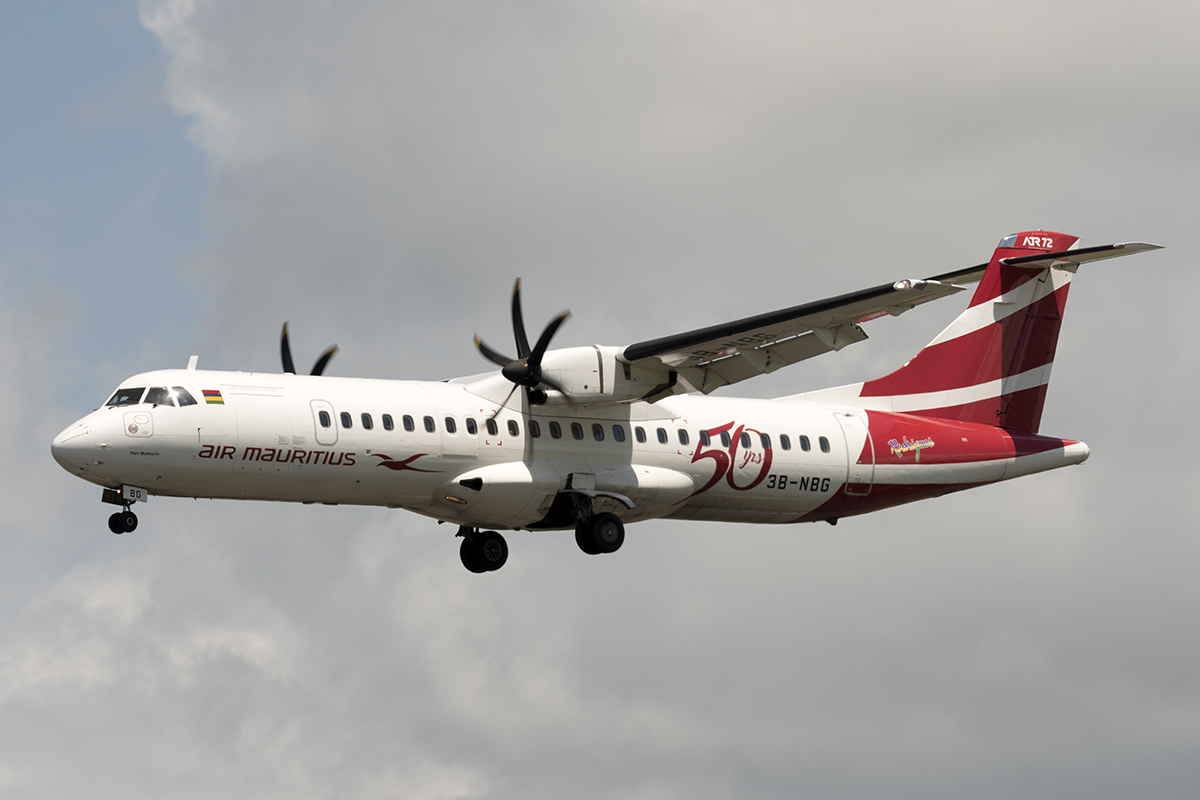
ATR 72-500 3B-NBG
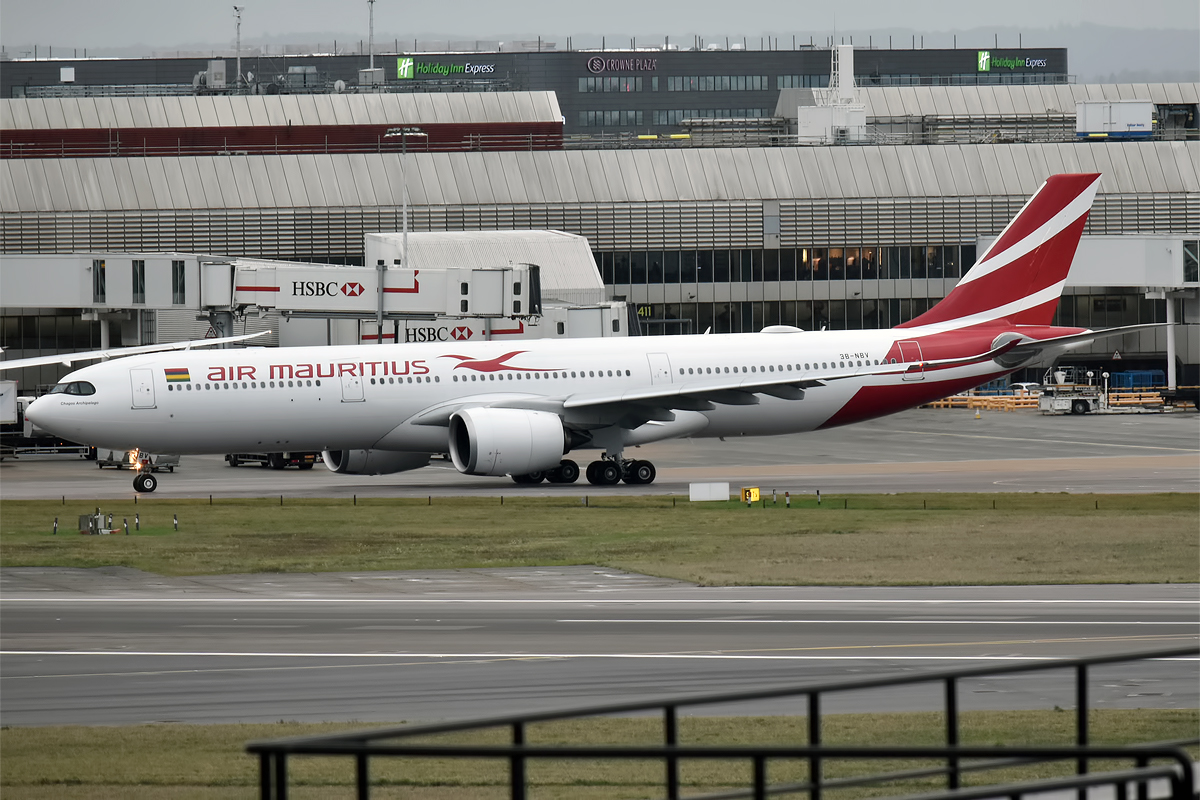
Air Mauritius, 3B-NBV, Airbus A330-941 (A330neo)